# ام‌اس اروپا (۱۹۹۹)
ام‌اس اروپا (۱۹۹۹) (به انگلیسی: MS Europa (1999)) یک کشتی است که طول آن ۱۹۸٫۶۰ متر (۶۵۱٫۶ فوت) می‌باشد. این کشتی در سال ۱۹۹۹ ساخته شد.